# Onthophagus konsarnensis
Onthophagus konsarnensis là một loài bọ cánh cứng trong họ Bọ hung (Scarabaeidae).